# Parafia Najświętszego Serca Pana Jezusa w Siedlisku
Parafia pw. Najświętszego Serca Pana Jezusa w Siedlisku – parafia należąca do dekanatu Trzcianka, diecezji koszalińsko-kołobrzeskiej, metropolii szczecińsko-kamieńskiej. Została utworzona 19 maja 1951. Siedziba parafii mieści się pod numerem 19.

## Miejsca kultu

### Kościół parafialny
Kościół pw. Najświętszego Serca Pana Jezusa w Siedlisku – zbudowany w 1907 roku w stylu neogotyckim nadwiślańskim, poświęcony w 1945.

### Kościoły filialne i kaplice
- Kościół pw. Wniebowzięcia Najświętszej Maryi Panny w Biernatowie
- Kościół pw. Wniebowstąpienia Pańskiego w Przyłękach
- Kościół pw. św. Józefa w Runowie
- Kościół pw. Najświętszego Serca Pana Jezusa w Rychliku